# Garnbergstjärnen
Garnbergstjärnen är en sjö i Bollnäs kommun i Hälsingland och ingår i Skärjåns huvudavrinningsområde. Sjön är 2,2 meter djup, har en yta på 0,0535 kvadratkilometer och är belägen 271,6 meter över havet.

## Delavrinningsområde
Garnbergstjärnen ingår i det delavrinningsområde (677782-153911) som SMHI kallar för Mynnar i Djupsjöbäcken. Medelhöjden är 291 meter över havet och ytan är 1,27 kvadratkilometer. Det finns inga avrinningsområden uppströms utan avrinningsområdet är högsta punkten. Vattendraget som avvattnar avrinningsområdet har biflödesordning 3, vilket innebär att vattnet flödar genom totalt 3 vattendrag innan det når havet efter 49 kilometer. Avrinningsområdet består mestadels av skog (83 procent). Avrinningsområdet har 0,05 kvadratkilometer vattenytor vilket ger det en sjöprocent på 4,3 procent.